# جک کواید
جک هِنری کواید (به انگلیسی: Jack Henry Quaid؛ زادهٔ ۲۴ آوریل ۱۹۹۲) بازیگر اهل ایالات متحده آمریکا است. وی از سال ۲۰۱۲ میلادی تاکنون، مشغول فعالیت بوده‌ است.
او به مدت سه سال در رشتهٔ هنر تعلیم دید و در سال ۲۰۱۲ اولین نقش آفرینی خود را، در فیلم بازی‌های گرسنگی انجام داد. کواید، عمدتا به خاطر بازی در آثاری همچون پسران، جیغ ۵، جیغ ۶، اوپنهایمر، بازی‌های گرسنگی و سران دولت شناخته می شود.

## زندگی شخصی
کواید در ۲۴ آوریل ۱۹۹۲، در لس آنجلس، کالیفرنیا به‌دنیا آمد. وی تنها فرزند دنیس کواید (بازیگر) و مگ رایان (بازیگر و کارگردان) می‌باشد.

## فیلم‌شناسی

### سینما
| سال تولید | نام فیلم                           |
| --------- | ---------------------------------- |
| ۲۰۱۲      | بازی‌های گرسنگی                     |
| ۲۰۱۳      | بازی‌های گرسنگی: اشتعال             |
| ۲۰۱۴      | درست قبل از رفتن من                |
| ۲۰۱۵      | ایتاکا                             |
| ۲۰۱۷      | دختران شرور                        |
| ۲۰۱۷      | لوگان خوش‌شانس                      |
| ۲۰۱۸      | پاکوچولو                           |
| ۲۰۱۸      | مرد عنکبوتی: در میان دنیای عنکبوتی |
| ۲۰۱۸      | رمپیج                              |
| ۲۰۱۹      | به علاوه یک                        |
| ۲۰۲۲      | جیغ ۵                              |
| ۲۰۲۳      | جیغ ۶                              |
| ۲۰۲۳      | اوپنهایمر                          |
| ۲۰۲۵      | سران دولت                          |
| ۲۰۲۵      | نووکائین                           |
| ۲۰۲۵      | هم‌نشین                             |
| ۲۰۲۵      | دیده‌بان محله                       |

### تلویزیون
| سال تولید  | نام             |
| ---------- | --------------- |
| ۲۰۱۶       | واینل           |
| ۲۰۱۹–اکنون | پسران           |
| ۲۰۲۱–۲۰۲۴  | مخالفان خورشیدی |
| ۲۰۲۴       | فمیلی گای       |